# Walden
Walden (známý také jako Walden aneb Život v lesích) je kniha amerického filozofa Henryho Davida Thoreaua, jednoho z hlavních představitelů transcendentalismu.
Poprvé byla vydána v roce 1854 bostonským nakladatelstvím Ticknor and Fields. Zobrazuje Thoreaův život po dva roky, dva měsíce a dva dny v lese na břehu jezera Walden, nedaleko jeho přátel a rodiny v Concordu, Massachusetts. Walden byl napsán tak, aby dával dojem, že pobyt trval jeden rok, s jasně oddělenými ročními obdobími. Thoreau nazval svůj pobyt experiment v prostém žití.
Walden byl parodován v komiksu Doonesbury a napodoben v knize Walden Dvě od amerického psychologa B. F. Skinnera. Nezisková nadace pojmenovaná Walden Tři prosazuje udržitelné společnosti.
Jezero, u kterého Thoreau žil, je turistickou atrakcí a jeho okolí je místem sporů o to, do jaké míry má být stavebně rozvíjeno.

## Kapitoly
- Jak hospodařit
- Kde jsem žil a pro co jsem žil
- Četba
- Zvuky
- Samota
- Návštěvy
- Bobové pole
- Městečko
- Bakerova farma
- Vyšší zákony
- Blízká zvířátka
- Zasvěcení domu
- Někdejší obyvatelé a zimní návštěvníci
- Jezero v zimě
- Jaro
- Závěr

## Ukázka
- Nemocnému doktoři moudře doporučují změnu vzduchu a krajiny. Bohudíky, zde není celý svět. Koňský kaštan neroste v Nové Anglii a kosa mnohohlasého zřídka tu slyšeti. Divoká husa je více kosmopolitou nežli my; snídá v Kanadě, v poledne jí v Ohiu a tříbí si na noc peří v ústí řek na jihu. I buvol jde do jisté míry stejným krokem s ročními dobami spásaje pastviny coloradské jen potud, pokud ho zelenější a sladší tráva nečeká v Yellowstonu. My však si myslíme, že když dřevěné ploty byly strženy a kamenné zdi vybudovány na našich farmách, nadále jsou našim životům vytyčeny meze, a náš osud že je zpečetěn. Zvolí-li vás městským písařem, pak ovšem nemůžete jít letošního léta do Ohňové země: přesto však můžete se ocitnouti v zemi pekelného ohně. Vesmír jest rozsáhlejší než náš názor o něm…

## České překlady
- Walden čili Život v lesích. Praha : Jan Laichter, 1902. Překlad: Zdeněk Franta.
- Walden či Život v lesích. Praha : Knihovna Walden, 1924. Překlad: Miloš Seifert
- Walden či Život v lesích. Praha : J. Otto, společnost s r.o., 1933. Překlad: Miloš Seifert
- Walden čili Život v lesích. Praha : Jan Laichter, 1949. Překlad: Zdeněk Franta. Ilustrace: Rudolf Růžička.
- Walden aneb Život v lesích. Praha : Odeon, 1991. Překlad: Josef Schwarz. ISBN 80-207-0278-4
- Walden aneb Život v lesích. Praha : Paseka, 2006. Překlad: Josef Schwarz. ISBN 80-7185-671-1